# Cmentarz żydowski w Dobrzyniu nad Wisłą
Cmentarz żydowski w Dobrzyniu nad Wisłą – kirkut mieści się około 250 metrów na południe od dzisiejszej ulicy Licealnej. Nie zachowały się na nim żadne macewy. Ma powierzchnię 0,3 ha. Nieznana jest data jego powstania.